# Speed, Kansas
Speed là một thành phố thuộc quận Phillips, tiểu bang Kansas, Hoa Kỳ. Năm 2010, dân số của xã này là 37 người.

## Dân số
Dân số các năm:
- Năm 2000: 44 người
- Năm 2010: 37 người